# Gegenschein
Gegenschein er det lys, der bliver reflekteret af det interplanetare støv, som ligger direkte modsat solen set fra jorden. Det ses som en oval glød omkring antisolpunktet og langs ekliptika. Lyset er meget svagt, så skal det ses med det blotte øje, kræver det en meget mørk himmel uden lysforurening og månelys.